# فانفان لا تولیپ (فیلم ۲۰۰۳)
فانفان لا تولیپ (به فرانسوی: Fanfan la Tulipe) فیلمی محصول سال ۲۰۰۳ و به کارگردانی ژرار کراوسیک است. در این فیلم بازیگرانی همچون وینسنت پرز، پنه‌لوپه کروز، دیدیه بوردون، الن دو فوژرول، میشل مولر، ژاک فرانتس، ماگدالنا میلتساش، گیوم گالین و آنا مایخر ایفای نقش کرده‌اند.